# Ancud

Ancud é uma comuna e cidade chilena, localizada na Província de Chiloé, Região de Los Lagos.
A comuna localiza-se na Ilha Grande de Chiloé limitando-se: a norte com Maullín; a oeste com o Oceano Pacífico; a leste com Quemchi; e a sul com a comuna de Dalcahue.